# Онлајн подучавање
Онлајн подучавање је процес подучавања у виртуелно окружењу, односно онлајн путем, када учитељи и ученици учествују у предавањима са различитих локација. Учеснике онлајн подучавања поред простора може делити и време.
Онлајн подучавање се одвија кроз велики број различитих приступа на основу циљане групе. Разлике леже како у садржини, тако и у начину подучавања ученика, али и учитеља. Дефиниције онлајн подучавања се значајно разликују, делом због тренутног развоја технологије, усавршавања и измена методологије онлајн учења и интеракција између организација које пружају услуге подучавања институцијам и појединцима. Овакав тип услуга је врста микро публикације.

## Концепт и дефиниције
Институција, вебсајт или појединац могу понудити услуге онлајн подучавања кроз сајтове или апликације за учење језика. У сврхе онлајн подучавања се могу користити апликације попут Мудла (енгл. Moodle), Гугл Меетс-а (енгл.Google Meets) и других. Неке апликације се морају платити, али друге су бесплатне и отвореног кода. Од корисника се може тражити да унапред плате за услуге, али разне образовне институције и издавачи уџбеника нуде одређени период бесплатног подучавања.
Само подучавање се може одвијати у виду групе ученика који су истовремено онлајн и добијају инструкције од једног учитеља, а одвија се са циљем развоја независног учења, интроспекције, групног учења и онлајн дискусија. Овакве методе подучавања се заснивају на конструктивистичким или социјалноконструктивистичким методама образовања.
Друга форма подучавања се заснива на вршњачком подучавању, када се група људи, најчешће студената, окупља и чланови подучавају једни друге.
У најчешћем случају, појединци или њихови родитељи плаћају часове код приватних учитеља путем онлајн услуга. Сличне услуге се могу остварити и уз куповину одређених производа попут књига, или уписивањем у одређене школе и институције. Овакав тип подучавања се зове подучавање један на један.
Асинхроно онлајн учење се одвија тако што ученик предаје урађене задатке или поставља питања, а учитељ одговара касније. Овакав метод учења је погодан за исправке у писаном формату. Такође омогућава ученицима да сами одређују када ће попунити и предати питања, односно тражити помоћ.
Синхроно учење се одвија у исто време, тако да су и учитељ и ученик онлајн у исто време. Овакав метод може, али и не мора захтевати коришћење одређених програма, или видео комуникације.

## Предности и мане
Од самог почетка онлајн подучавања, многи су га сматрали за контроверзну појаву. Истраживачи су схватили да онлајн подучавање захтева три компоненте:
1. Онлајн предавачи морају да усвоје посебне методе образовања, које обухватају и део обучавања и део социјалног односно групног развоја учесника;
2. Организацију и имплементацију сервиса; и
3. Учесници морају имати техничка средства како би користили услуге онлајн подучавања.

Исто тако указали су се кључни проблеми приликом онлајн подучавања:
1. Како ће родитељ или школски учитељ знати да је онлајн учитељ квалификован да се тиме бави?
2. Како се тачно онлајн предавања уклапају у наставни план и програм?
3. Колико су онлајн окружење и програми поуздани? Да ли могу да се пореде са традиционалним окружењем у учионицама?

## Обука и развој
Предавачи који нису довољно искусни ће се ослањати на своја предходна искуства, иако постоји много начина да се онлајн предавања одржавају. Често се погрешно стекнуте вештине унутар онлајн средина преносе даље и тиме се шири контрапродуктивно понашање. Кључне вредности онлајн предавача су способности да:
1. подржавају групу ученика путем технологије без потребе за виђањем уживо или дељењем слика;
2. препознају и интерпретирају онлајн понашања;
3. сажимају садржај;
4. да пружају повратне информације;
5. да оцењују знање ученика;
6. исправе ученике када је потребно;
7. да знају када да прекину одређене дискусије и наставе са часом.

## Ефекти онлајн подучавања
Истраживање 2005. године је закључило да када су у питању компјутерске науке, студенти који су користили услуге онлајн подучавања су имали за 30% боље резултате на испитима, док студенти коју су учили из уџбеника добијају за 20% боље резултате.

## Ковид-19
Пандемија Ковид-19 је 2020. године довела до тога да се уведе полицијски час у бројним земљама и тиме повећала потребу за онлајн подучавањем како у школама језика и организацијама за учење језика, тако и у обичним школама које су се навикавале на ново окружење. Осим изазова са технолошке стране, многи учитељи и родитељи нису навикли на онлајн предавања и рад од куће.
Са друге стране, постоје докази да је учење онлајн ефективније на више начина. Студенти задржавају 25-60% материјала када уче онлајн, за разлику од учења у учионици, када се тај број своди на 8-10%.